# Augustin African Stourm
Pour les articles homonymes, voir Stourm.
Auguste Stourm (1797-1865) est un homme politique français. Directeur général des Postes, il fut député sous la Monarchie de Juillet et sénateur sous le Second Empire.

## Biographie
Fils d'un premier président de la cour de Metz, Dominique Augustin African Stourm, dit Auguste Stourm, naît à Metz le 21 juillet 1797. Il est reçu avocat à Paris en 1819. Procureur du roi à Troyes, puis substitut à Paris, il est destitué en 1831. 
Il se tourne alors vers la politique. Il entre au parlement le 4 novembre 1837, comme député. Il sera réélu comme député en 1842, 1846 et 1848. A l'assemblée, il traite surtout des questions relatives aux chemins de fer, et devient, en 1846, l'un des directeurs de la compagnie de Paris-Lyon. Nommé conseiller d'État par l'Assemblée constituante, il donne sa démission le 20 avril 1849 pour entrer ensuite au conseil d'État.
Il est nommé directeur général des Postes en 1853, succédant à Edouard-James Thayer en poste depuis décembre 1848. À ce poste, il développa le tri nocturne du courrier. En 1856, il impose des modèles officiels d'Almanachs des postes, ces calendriers que les facteurs ruraux ont l’habitude de vendre depuis le XVIIIe siècle, avant que l’administration des postes n’obtiennent le monopole de leur fabrication.
Élu sénateur en 1861, il est remplacé à la direction des postes par Édouard Vandal. Le 13 août 1864, il est promu grand-officier de la Légion d'honneur
Augustin African Stourm décéda le 9 décembre 1865, à Paris. Il est inhumé à Bercenay-en-Othe dans l’Aube.
Une rue de Metz, en Moselle, porte son nom.

## Parenté et alliance
Augustin Stourm est le père de l’inspecteur des finances René Stourm (1837-1917), cofondateur de l’École libre des sciences politiques, secrétaire perpétuel de l’Académie des sciences morales et politiques, et l’arrière-grand-père de Louis Leprince-Ringuet (1901-2000), physicien, professeur à l’école polytechnique, membre de l’Académie des sciences et de l’Académie française.

## Mandats de député
- 04/11/1837 - 02/02/1839 : Aube - Opposition libérale[2]
- 02/03/1839 - 12/06/1842 : Aube - Opposition libérale[2]
- 09/07/1842 - 06/07/1846 : Aube - Opposition libérale[2]
- 01/08/1846 - 24/02/1848 : Aube - Opposition libérale[2]
- 23/04/1848 - 26/05/1849 : Aube - Centre[2]

## Mandat de sénateur
- Sénateur : du 01/01/1861 au 01/01/1865[2]

## Décorations
- Légion d'honneur :
  - Officier : 1854
  - Commandeur : 1857
  - Grand Officier de la Légion d'honneur en 1864 (« Cote LH/2554/1 »)[8].

## Sources
- « Stourm (Dominique-Augustin-African) », dans Adolphe Robert et Gaston Cougny, Dictionnaire des parlementaires français, Edgar Bourloton, 1889-1891 [détail de l’édition]